# Messier 53
Messier 53 (również M53, NGC 5024) – gromada kulista w gwiazdozbiorze Warkocza Bereniki. Została odkryta 3 lutego 1775 roku przez Johanna Elerta Bodego, który opisał ją jako „dosyć jasną i okrągłą mgławicę”. Dwa lata później – 26 lutego 1777 niezależnie odkryta i skatalogowana przez Messiera (jako „okrągła i wyraźna mgławica”). Dopiero William Herschel stwierdził, że M53 jest gromadą gwiazd, podobną do M10.

## Charakterystyka fizyczna
M53 jest oddalona od Ziemi o około 58 tys. lat świetlnych i zbliża się z prędkością 112 km/s. Odległość od centrum naszej galaktyki wynosi ok. 60 tys. lat świetlnych. Średnica gromady wynosi około 220 lat świetlnych. Jądro gromady ma średnicę 34 lat świetlnych.

## Dane astronomiczne
Jasność obserwowana najjaśniejszych gwiazd gromady (czerwone olbrzymy) sięga 12m. Typ widmowy całej gromady określa się jako F6. Należy ona do klasy V.
Jak wszystkie gromady kuliste M53 jest uboga w metale. Jej zawartość węgla i tlenu jest niższa niż u większości tego typu obiektów.
Messier 53 zawiera ponad 250 000 gwiazd, z których większość to gwiazdy bardziej czerwone i starsze od Słońca. Jednak w gromadzie tej znajdują się również powszechnie błękitni maruderzy, które to gwiazdy przeczą jakoby wszystkie gwiazdy M53 powstały w niemal tym samym czasie. W gromadzie zaobserwowano również 47 gwiazd zmiennych typu RR Lyrae. 

## Obserwacja
M53 jest położona ok. 1° na południowy wschód od gwiazdy podwójnej alfa Comae Berenices (A: 5,05m, B: 5,08m, obie typu widmowego F5V).
W amatorskich teleskopach M53 wygląda jak lekko owalny mgławicopodobny obiekt o dużym, jasnym centrum. Przez 8-calowy teleskop można ujrzeć pojedyncze gwiazdy zewnętrznych części gromady. Większe teleskopy (12-calowe i większe) pozwalają na szczegółową obserwację jądra gromady.
Około 1° na wschód od M53 znajduje się mniejsza gromada kulista NGC 5053. Prawdopodobnie są one fizycznie związane ze sobą.